# Rocking Tall
Rocking Tall è una raccolta del gruppo musicale statunitense Warrant, pubblicata il 13 maggio 1996 dalla Legacy Recordings.
Pubblicata quasi in contemporanea con The Best of Warrant, può essere considera una raccolta alternativa ad essa, seppur priva di alcuni classici come Heaven e I Saw Red.

## Tracce
1. Down Boys – 4:04 – da Dirty Rotten Filthy Stinking Rich
2. Train, Train – 2:49 – da Cherry Pie
3. Sometimes She Cries – 4:43 – da Dirty Rotten Filthy Stinking Rich
4. 32 Pennies – 3:09 – da Dirty Rotten Filthy Stinking Rich
5. Cold Sweat – 3:30 – da Dirty Rotten Filthy Stinking Rich
6. Cherry Pie – 3:21 – da Cherry Pie
7. Sure Feels Good to Me – 2:39 – da Cherry Pie
8. The Bitter Pill – 4:07 – da Dog Eat Dog
9. Quicksand – 3:58 – da Dog Eat Dog
10. Machine Gun – 3:44 – da Dog Eat Dog

## Formazione
- Jani Lane – voce
- Joey Allen – chitarra
- Erik Turner – chitarra
- Jerry Dixon – basso
- Steven Sweet – batteria